# 碰撞测试
碰撞测试是一种破坏性试验，顾名思义，即为操控各类交通工具进行碰撞以测试其安全性的测试。

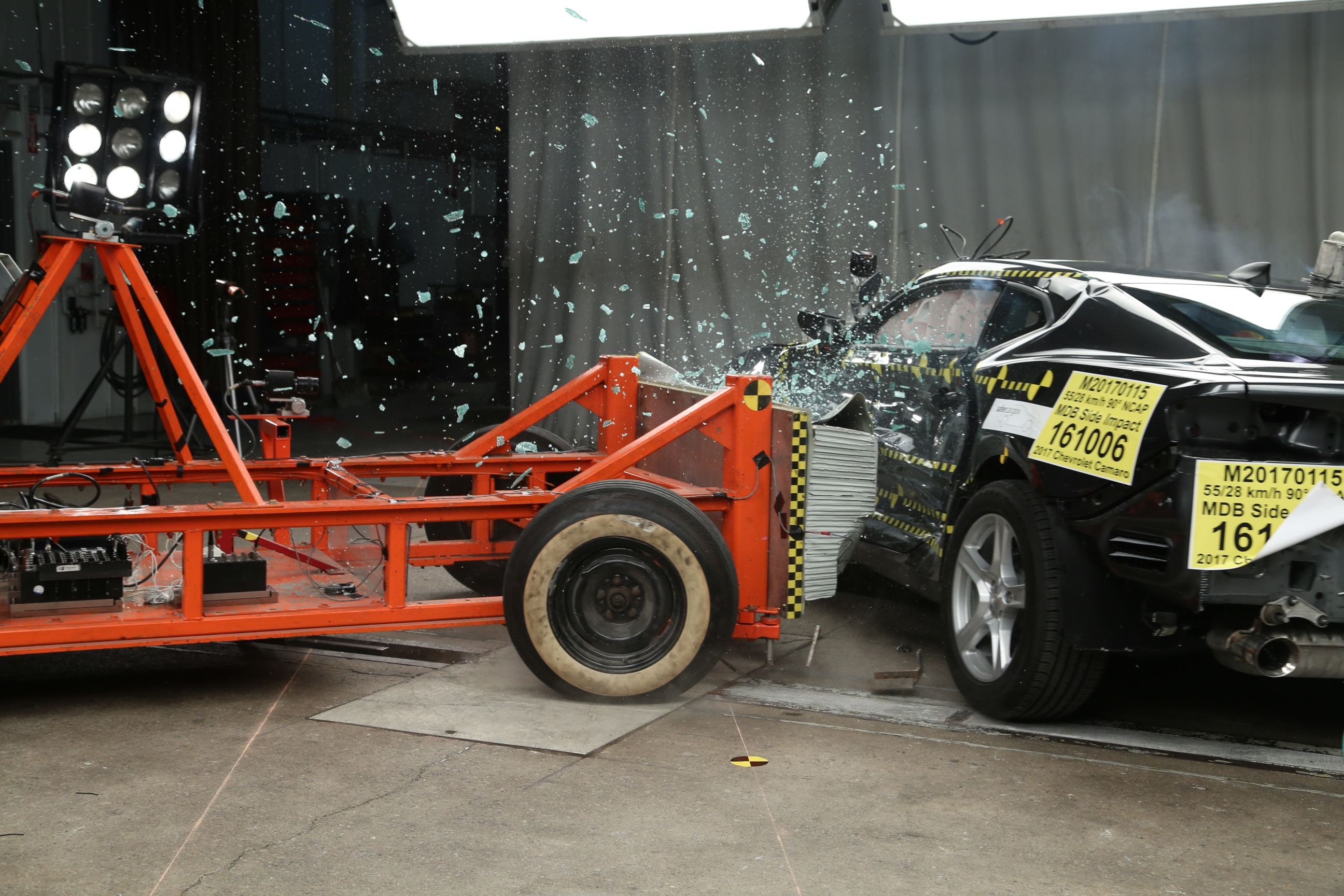
一辆雪佛兰科迈罗在NHTSA接受侧面碰撞测试

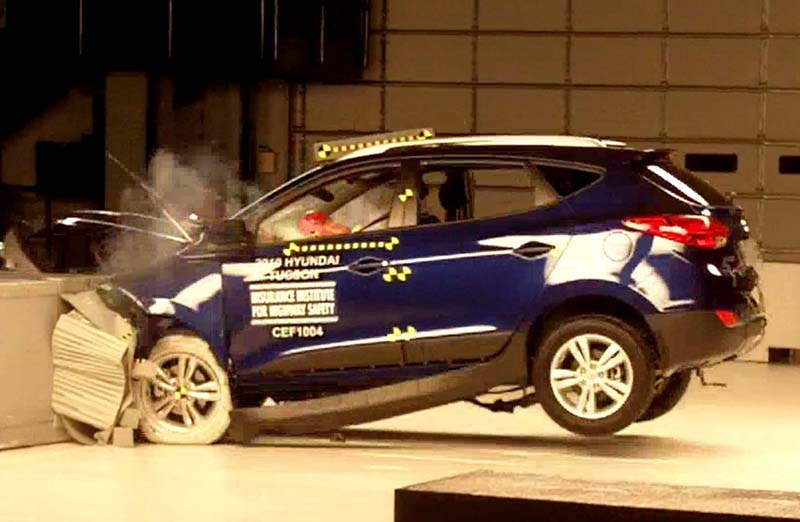
一辆现代途胜在IIHS接受100%正面重叠碰撞测试

## 汽车碰撞测试
最常见的碰撞测试类型就是汽车碰撞测试，其有助于了解某款汽车车型的安全性，对消费者选购汽车也有很大的参考意义，碰撞测试不佳也会影响到一款汽车车型的口碑乃至销量，在世界各地有许多不同的汽车碰撞评测机构，汽车厂商们自身也会在一款车型上市前对其进行碰撞测试，但是，一般来说，很少有豪华车型与一些高价大型SUV受到评测机构的测试，因为它们对于评测机构来说太过于昂贵，难以负担。

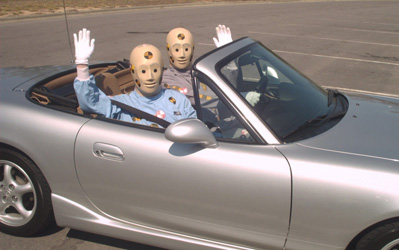
汽车碰撞测试假人

一套完整的汽车碰撞测试分为多个不同的项目，同一款车型进行碰撞测试时，每一个项目都需要单独一台同配置的车型，每个汽车碰撞评测机构都有不同的测试流程与测试项目，不过大部分都大同小异，以下列出一些常见的测试项目类型。

### 类型

#### 100%正面重叠碰撞测试

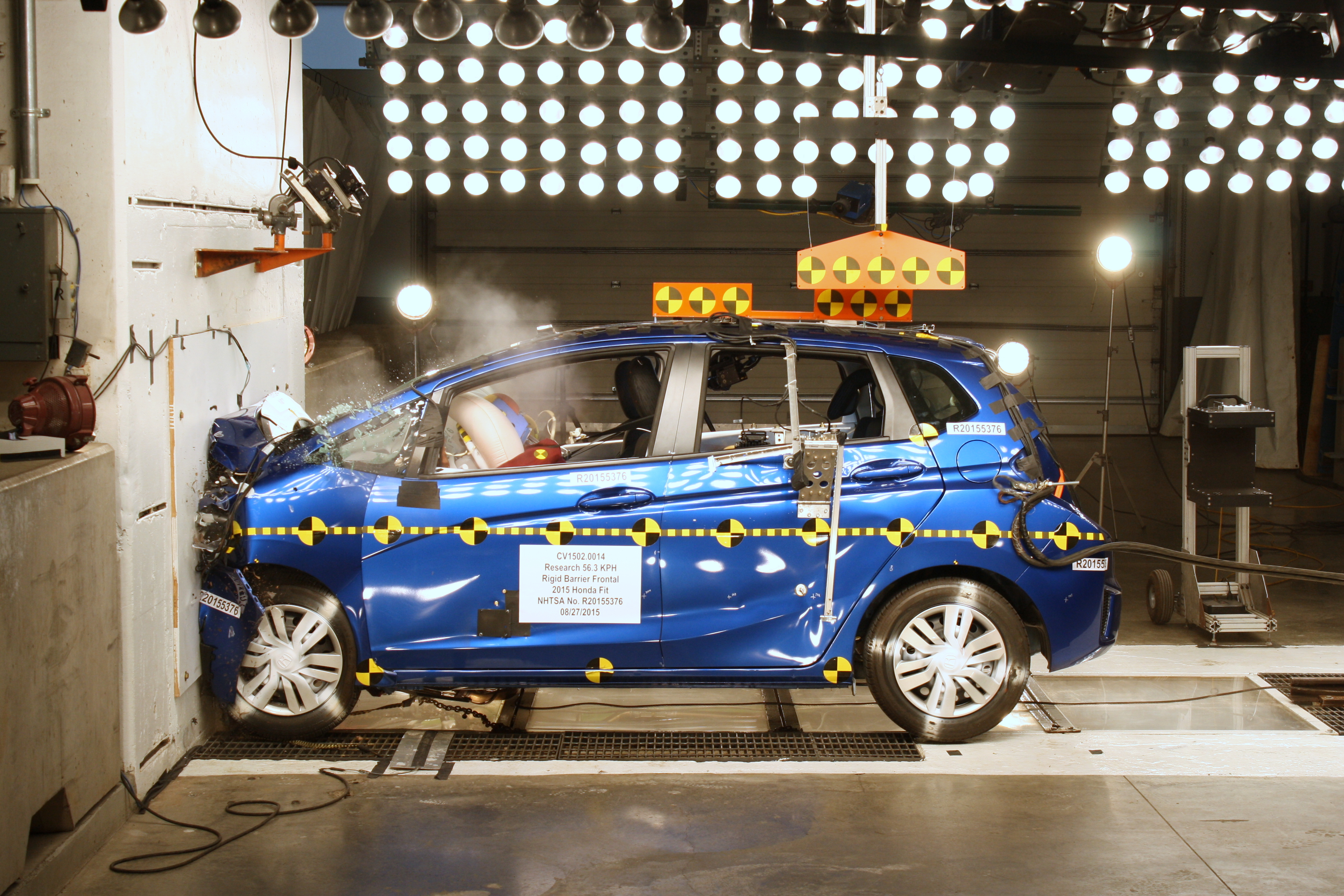
于NHTSA接受了100%正面重叠碰撞测试的2015年款本田Fit

100%正面重叠率碰撞测试是最传统的碰撞测试，在该测试中，汽车车头与钢性屏障的碰撞面积重叠率为100%。

## 引用
1. ↑  Barry, Keith. . Consumer Reports.   [2022-11-01]. （原始内容存档于2022-11-01） （美国英语）.
2. ↑  . www.euroncap.com.   [2022-11-01]. （原始内容存档于2022-11-01） （英语）.